# ONAIR (Band)

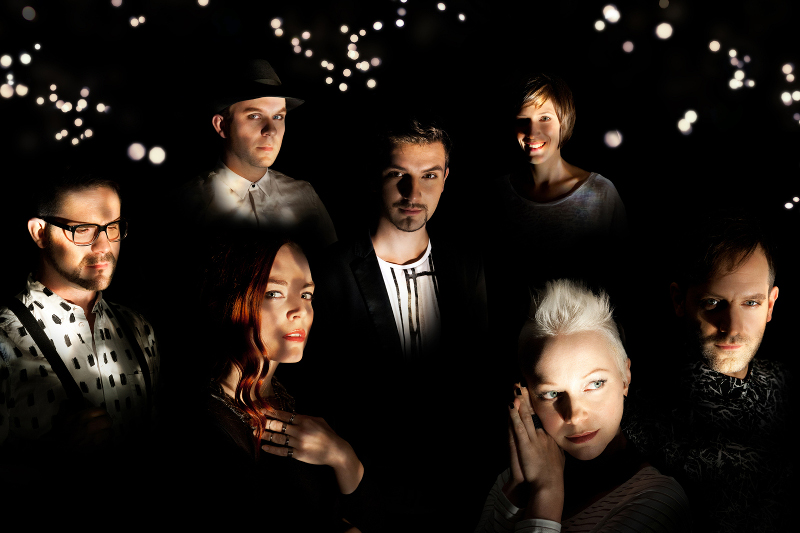
Onair Acapella Band 2014 Marta Helmin, André Bachmann, Stefan Flügel, Jennifer Kothe, Patrick Oliver und Kristofer Benn

ONAIR war eine deutsche Musikgruppe aus Berlin, die a cappella sang und 2013 von Patrick Oliver (Beatbox), Kristofer Benn (Bass), Stefan Flügel (Bariton), André Bachmann (Tenor), Jennifer Kothe (Sopran) und Marta Helmin (Sopran) gegründet wurde. Sie löste sich Ende 2024 auf.

## Geschichte
André Bachmann, Patrick Oliver, Kristofer Benn und Jennifer Kothe studierten zum Teil gemeinsam Jazz & Pop-Gesang an der Berliner Hochschule für Musik „Hanns Eisler“. Stefan Flügel, André Bachmann und Patrick Oliver hatten früher bereits gemeinsam in der Band muSix musiziert, die sich 2014 auflöste.
Als Sextett spielte ONAIR eigene Versionen von Stücken von Radiohead, Björk, Massive Attack, Daft Punk, Metallica und Alanis Morissette sowie Volkslieder und Smooth Jazz. Im April 2014 trat die Band beim SingStrong Chicago A Cappella Festival in Chicago (USA) auf und dokumentierte ihre Tour anschließend in einem Video auf YouTube.
Mitte 2014 stellte die Gruppe ihr Premierenprogramm Take off vor und tourte damit durch Deutschland. Im Juli 2016 begann die Band, mit dem Programm Illuminate durch ganz Deutschland und Europa zu touren und stellte es auch im Januar 2017 im ZDF-Morgenmagazin vor.
Die Teilnahme am Los Angeles A Cappella Festival (LAAF) Anfang Februar 2017 musste in letzter Minute abgesagt werden, da die Zoll- und Grenzschutzbehörde der Vereinigten Staaten einzelnen Mitgliedern der Gruppe die Einreise verweigerte.
Im September 2017 gab Bariton Stefan Flügel seinen Ausstieg bei ONAIR bekannt, er blieb der Gruppe jedoch als Arrangeur und Komponist erhalten. Die Gruppe trat seit Herbst 2018 als Quintett auf.
Vom 29. April bis zum 2. Mai 2018 nahm ONAIR am Moscow A Cappella Festival teil. Gleichzeitig als Wettbewerb konzipiert, traten im Jahr 2018 insgesamt 184 A-cappella-Bands und Chöre aus 16 Ländern auf. ONAIR errang in der Kategorie der fünf- bis achtköpfigen Bands den 1. Platz.
Im Februar 2018 fand in Berlin die erste ONAIR VOCAL NIGHT in der Universität der Künste Berlin statt. Gastkünstler war der Popchor Perpetuum Jazzile aus Slowenien.
Im Mai 2019 nahm ONAIR als eine von 195 Gruppen aus 26 Ländern erneut am „Moscow A Cappella Festival“ teil und gewann dort den GRAND PRIX des Festivals.
2020 nahm ONAIR an der 10. Staffel von The Voice of Germany teil. Nach den Blinds ging ONAIR zum Team Mark, wo es bis in den Sing-Offs Teil der Sendung war.
Im Dezember 2022 wurde bekanntgegeben, dass Kristofer Benn die Band verlässt. ONAIR macht seitdem als Quartett weiter.
Am 2. Januar 2024 hat die Band ihre Auflösung zum Ende des Jahres bekanntgegeben. Auslöser war die Ankündigung von Patrick Oliver die Band verlassen zu wollen.
Am 30. November 2024 absolvierten sie im Rahmen ihrer Abschiedstournee einen Auftritt im Hüttenhaus in Herdorf.

## Diskografie
- 2014: Moon (EP, Wedgebrook Records)[16]
- 2015: New World (EP, Wedgebrook Records)
- 2016: Illuminate (EP, Heart of Berlin)
- 2017: Winter (EP, Heart of Berlin)
- 2018: Vocal Legends (EP, Heart of Berlin)
- 2019: So This Is Christmas (CD, Heart of Berlin)[17]
- 2021: Identity (CD, Heart of Berlin)
- 2024: New Born Live 2024 (Live-CD)[18]

## Liste der Programme
- 2014–2016: Take off
- 2016–2018: Illuminate[19]
- 2017: A Winter Concert (Weihnachtsprogramm)[20]
- 2018: VOCAL LEGENDS – Große Stimmen der Pop- und Rockgeschichte[21]
- 2018: Vocal Christmas (Weihnachtsprogramm)[22]
- 2019: So This is Christmas[23]
- 2021: Identity - The Sound of ONAIR[24]
- 2024: NEW BORN[25]
- 2024: JOY TO THE WORLD (Weihnachtsprogramm)[25]

## Auszeichnungen
- 2013: 1. Preis beim Aarhus Vocal Festival in Aarhus, Dänemark[26]
- 2013: 1. Preis und Gold Diploma beim vokal.total in Graz, Österreich[27]
- 2014: Freiburger Leiter in der Kategorie Musik in Freiburg, Deutschland[28]
- 2014: 1. Preis bei der World Contemporary A Cappella Competition in Taipeh, Taiwan beim International Vocal Festival[29]
- 2015: CASA CARA Award – Best European Album mit der EP Moon[30]
- 2015: CASA CARA Award – Best Pop/Rock Song mit Wolf & I aus der EP Moon[30]
- 2015: 1. Preis beim Tampere Vocal Music Festival in Tampere, Finnland[31]
- 2018: 1. Preis (Kategorie-Sieger) beim „Moscow A Cappella Festival 2019“ Moskau, Russland[32]
- 2018: Publikumspreis „Marlene“ (Publikumspreis des Köstritzer Spiegelzeltes, Weimar)[33]
- 2019: GRAND PRIX beim „Moscow A Cappella Festival 2019“ Moskau, Russland

### Nominierungen
- 2016: CASA CARA Award – Best European Album 2016 mit der EP New World[34]
- 2016: CASA CARA Award – Best Jazz Song 2016 mit Seven Days aus der EP New World[34]
- 2018: CASA CARA Award – Best Classical/Traditional Song 2018 mit Sind die Lichter angezündet aus der EP Winter[35]